# Bernard Purkop
Bernard Purkop (ur. 29 sierpnia 1808 w Bytomiu, zm. 10 marca 1882 w Piekarach Śląskich) – polski duchowny katolicki, działacz społeczny. Inicjator budowy Kalwarii Piekarskiej.
Po ukończeniu studiów teologicznych, w 1835 otrzymał święcenia kapłańskie. Od 1842 roku był proboszczem w Woźnikach. Blisko współpracował z ks. Alojzym Fickiem, poparł zapoczątkowany przez niego ruch abstynencki i w swojej parafii założył "bractwo trzeźwości". 18 lutego 1862, po śmierci ks. Jana Alojzego Ficka objął parafię w Piekarach Śląskich. Kontynuował rozpoczętą przez swojego poprzednika budowę kościoła NMP, wzniósł w nim ołtarz z włoskiego marmuru. Na wzgórzu Cerekwica rozpoczął budowę Kalwarii Piekarskiej. W 1866 roku nabył grunty przylegające do wzgórza i obsadził je drzewami. Przedsięwzięcie budowy wsparł m.in. Karol Miarka powieścią "Kalwaria", opublikowaną na łamach "Zwiastuna Górnośląskiego", tygodnika wydawanego przez Purkopa na polecenie władz kościelnych. Sam ksiądz nie mając jednak kwalifikacji i czasu na wszelkie obowiązki redakcyjne powierzył je Teodorowi Heneczkowi i Karolowi Miarce. Sam dbał, by pismo wydawane było w duchu religijno-społecznym.